# عبدالغفار تبریزی
عبدالغفار تبریزی از خوشنویسان و نستعلیق‌نویسان زبردست دوران قاجار در قرن سیزدهم هجری است. او از خوشنویسان دربار ناصرالدین‌شاه قاجار بود.